# Pikit
Pikit è una municipalità di prima classe delle Filippine, situata nella Provincia di Cotabato, nella Regione del Soccsksargen.
Pikit è formata da 42 baranggay:
- Bagoaingud (Bagoinged)
- Balabak
- Balatican
- Balong
- Balungis
- Barungis
- Batulawan
- Bualan
- Buliok
- Bulod
- Bulol
- Calawag
- Dalingaoen (Lalingaon)
- Damalasak
- Fort Pikit
- Ginatilan
- Gligli
- Gokoton (Gokotan)
- Inug-ug
- Kabasalan
- Kalacacan

- Katilacan
- Kolambog
- Ladtingan
- Lagunde
- Langayen
- Macabual
- Macasendeg
- Manaulanan
- Nabundas
- Nalapaan
- Nunguan
- Paidu Pulangi
- Pamalian
- Panicupan
- Poblacion
- Punol
- Rajah Muda
- Silik
- Takipan
- Talitay
- Tinutulan